# For Your Entertainment
For Your Entertainment es el álbum de debut de Adam Lambert, disco de oro en Estados Unidos, Nueva Zelanda y Singapur y disco de platino en Canadá.

## Información
Salió a la venta el 23 de noviembre de 2009, pero se pudo preordenar su compra por internet, For Your Entertainment de Adam Lambert se alzó en lo alto de las listas del portal Amazon alcanzando el puesto #1 de los álbumes preordenados, superando a los nuevos discos de artistas como Britney Spears o  Madonna o Michael Jackson y todo sin ningún tipo de publicidad por parte de su discográfica RCA, solo gracias al boca a boca de sus fanes.
El primer sencillo o single del álbum For Your Entertainment toma su mismo nombre "For Your Entertainment" 3:35 está disponible en radios a partir del 30 de octubre y es presentado en la ceremonia de los American Music Awards el 22 de noviembre de 2009, donde Adam Lambert actúa con voz en vivo en riguroso directo televisado por el canal ABC y emitido en directo por internet vía ustream.
El 10 de noviembre Adam Lambert anuncia vía Twitter que su álbum está disponible para preorden de compra en iTunes y en tan solo 12 horas su álbum se sitúa en el puesto número #1 en pop y #10 en música general, superando a artistas pop que también tienen su misma fecha de lanzamiento para sus álbumes el 23 de noviembre; como Ultimate Fan Box Set de The Singles Collection de Britney Spears y los álbumes Rated R de Rihanna, The Fame Monster de Lady GaGa, Before I Self Destruct de 50 Cent. y Michael Jackson con This Is It.
Adam Lambert actúa el 25 de noviembre en 'Early Show' del canal CBS, tras la anulación de la emisión por parte del canal ABC 'Good Morning America' alegando que podría realizar otra "controvertida" actuación como en los AMA, los fanes de Adam Lambert contestan al canal ABC haciendo que la palabra #ShameOnYouABC sea tema de tendencia (Trending Topic) apoyándolo, Adam Lambert declaró "Hay un doble rasero, las aristas pop femeninas han estado haciendo cosas así durante años, y el hecho de que sea un chico, hace que sea editado y discriminado". "La gente tiene miedo y es realmente triste. Me gustaría que abrieran su mente y se rieran, no es para tanto".
Mientras la ABC continua sus cancelaciones como la aparición en el programa de Jimmy Kimmel, Adam Lambert canta en directo para programas como The Ellen DeGeneres Show o el show de David Letterman y consigue ser el tercer disco #3 más vendido y el primero en pop #1 en Estados Unidos superando a LadyGaga, Rihanna etc, solo siendo superado por Andrea Bocelli y Susan Boyle.

Finalmente ABC invita a Adam al programa "The View", Adam Lambert continua la promoción de su disco cantando su segundo sencillo "Whataya Want from Me"!, la ABC también emite su entrevista para el especial "Most Fascinating People of '09". Adam es invitado a actuar en el show de Conan O'Brien, en la cadena FOX en la gala final del programa "So You Think You Can Dance", en "Chelsea Lately Show" y en el show de Jay Leno. 
El 15 de diciembre sale a la venta el videoclip oficial del sencillo "For Your Entertainment" en itunes y en pocas horas alcanza la primera posición #1 en la lista de ventas.
El Segundo sencillo oficial de álbum es "Whataya Want From Me", Lambert grabó el video musical para este el 20 de diciembre de 2009, el video fue estrenado el 15 de enero de 2010, alcanzando la primera posición en listas como VH1 e iTunes US.
En enero de 2010 Adam Lambert acude al show de Oprah canta "If I Had You" y "Whataya Want from Me", vuelve al show de Ellen en el programa especial celebración del cumpleaños de la propia presentadora Ellen DeGeneres canta "Strut", los calzoncillos que llevó en el programa fueron subastados en ebay y alcanzaron la cifra 8.500 dólares los cuales fueron donados a la Cruz Roja.
Adam Lambert realiza grabaciones para VH1 Unplugged y aol sessions.
Promociona internacionalemente el álbum For Your Entertainment en Australia, Singapur, Japón, Reino Unido, Alemania y Escandinavia.
Adam Lambert vuelve a Estados Unidos y continua con su promoción, acude a shows televisivos como el de Leno y el de Ellen.
El tercer sencillo de Adam Lambert es "If I had You", Adam Lambert graba el videoclip dirigido por Bryan Barber.
En verano de 2010 comienza su gira "Glam Nation Tour" en Norteamérica, vía Twitter confirma que su gira será internacional para el otoño de 2010.

## Edición Estados Unidos
| N.º | Título | Duración |  |
| 1.  | «Music Again (Escritor : Justin Hawkins. Productor : Rob Cavallo)»                                                  | 3:16     |  |
| 2.  | «For Your Entertainment (Escritores : Claude Kelly / Dr. Luke. Productor : Dr. Luke)»                               | 3:35     |  |
| 3.  | «Whataya Want from Me (Escritores : Pink, Max Martin, Johan Shellback. Productores : Max Martin y Johan Shellback)» | 3:47     |  |
| 4.  | «Strut (Escritores : Adam Lambert, Kara DioGuardi, Greg Wells. Productor : Greg Wells)»                             | 3:29     |  |
| 5.  | «Soaked (Escritores : Matthew Bellamy (Muse). Productor: Rob Cavallo )»                                             | 4:33     |  |
| 6.  | «Sure Fire Winners (Escritores : David Gamson, Alexander James, Oliver Lieber. Productor : Rob Cavallo)»            | 3:32     |  |
| 7.  | «A Loaded Smile (Escritor/Productor : Linda Perry)»                                                                 | 4:04     |  |
| 8.  | «If I Had You (Escritores : Max Martin, Johan Shellback, Savan Kotecha. Productor: Max Martin y Johan Shellback)»   | 3:48     |  |
| 9.  | «Pick U Up (Escritores : Rivers Cuomo, Greg Wells, Adam Lambert. Productor : Greg Wells)»                           | 4:00     |  |
| 10. | «Fever (Escritores : Lady Gaga, Jeff Bhasker. Productor : Jeff Bhasker)»                                            | 3:26     |  |
| 11. | «Sleepwalker (Escritores : Ryan Tedder, Aimee Mayo, Chris Lindsey. Productores : Ryan Tedder)»                      | 4:25     |  |
| 12. | «Aftermath (Escritores : Adam Lambert, Alisan Porter, Ferras, Ely Rise. Productores : Howard Benson)»               | 4:26     |  |
| 13. | «Broken Open (Escritores : Greg Wells, Adam Lambert, Evan Bogart. Productores : Greg Wells)»                        | 5:03     |  |
| 14. | «Time for Miracles - Bonus Track (Escritores : Alain Johannes, Natasha Shneider. Productores : Rob Cavallo)»        | 4:43     |  |

## Edición especial
Disco: 1
1. Music Again
2. For Your Entertainment
3. Whataya Want From Me
4. Strut
5. Soaked
6. Sure Fire Winners
7. A Loaded Smile
8. If I Had You
9. Pick U Up
10. Fever
11. Sleepwalker
12. Aftermath
13. Broken Open
14. Time For Miracles
15. Master Plan (Bonus track)
16. Down The Rabbit Hole (Bonus track)
17. No Boundaries (Bonus track)
18. Voodoo (Bonus track)
Disc: 2
1. Behind The Scenes At The Photo Shoot
2. Behind The Scenes In The Studio
3. For Your Entertainment (The Making Of)
4. Whataya Want From Me (The Making Of)
5. For Your Entertainment (Video)
6. Whataya Want From Me (Video)

## Edición europea
1. Music Again
2. For Your Entertainment
3. Whataya Want From Me
4. Strut
5. Soaked
6. Sure Fire Winners
7. Loaded Smile
8. If I Had You
9. Pick U Up
10. Fever
11. Sleepwalker
12. Aftermath
13. Broken Open
14. Time For Miracles
15. Master Plan
16. Down The Rabbit Hole
17. Voodoo
18. Can't Let You Go

## Otras ediciones
Existe edición china, australiana y japonesa. 
En Alemania el sencillo Whataya Want from Me tiene formato físico.

Remixes

| N.º | Título | Escritor(es) | Producer(s) | Duración |  |

## Posición en listas
La posición en los charts Billboard de este álbum, solo se elabora de descargas digitales legales.
El álbum vendió 198 000 copias la primera semana debutando el número 3 en el Billboard 200. En abril el álbum ha vendido más de 808,000 copias en Estados Unidos.
| Lista                     | Posición |
| ------------------------- | -------- |
| Australian Albums Chart   | 5        |
| Austrian Album Charts     | 22       |
| Belgium Ultra Top Albums  | 56       |
| Canadian Albums Chart     | 7        |
| Danish Album Chart        | 30       |
| Dutch Album Chart         | 25       |
| Finnish Albums Chart      | 4        |
| German Albums Chart       | 16       |
| Greek Albums Chart        | 5        |
| Swiss Albums Chart        | 34       |
| Irish Albums Chart        | 60       |
| New Zealand Albums Chart  | 5        |
| Swedish Albums Chart      | 8        |
| UK Albums Chart           | 36       |
| Billboard European Albums | 46       |
| U.S. Billboard 200        | 3        |